# Milunga
Milunga, por vezes chamada de Santa Cruz de Milunga, é uma cidade e município da província do Uíge, em Angola.
A sua área territorial é de 217 quilómetros quadrados, com uma população estimada em 15.400 habitantes. Limita-se a norte com os municípios de Quimbele e Alto Zaza, a leste norte com o município de Massau, ao sul com o município de Sanza Pombo e ao oeste com o município de Nova Esperança.
O município é constituído pela comuna-sede, correspondente à cidade de Milunga, e pela comuna de Macocola. Até setembro de 2024 seu território continha as comunas de Macolo e Massau.
Foi um dos poucos municípios angolanos em que ocorreu mudança de sede (de Macocola para Milunga) acompanhado de mudança de nome da municipalidade (de Macocola para Milunga).